# Torellia fimbriata
Torellia fimbriata är en snäckart som beskrevs av Addison Emery Verrill och S. Smith 1882. Torellia fimbriata ingår i släktet Torellia och familjen toppmössor. Inga underarter finns listade i Catalogue of Life.